# Robert Nyel
Robert Nyel (eigentlich Robert Niel; * 18. April 1930 in Grasse; † 26. November 2016 ebenda) war ein französischer Autor, Komponist, Sänger, satirischer Zeichner und Kunstmaler.

## Leben
Robert Nyel war Sänger und Textschreiber, verbunden mit der Komponistin Gaby Verlor. Bekannt wurde er dem französischsprachigen Publikum vor allem zumindest mit drei Chansons: „Ma p’tite chanson“, gesungen von Bourvil aus dem Jahr 1960; „C’etait bien“ („Le p’tit bol perdu“) 1961, von Bourvil und Juliette Gréco interpretiert, und „Deshabillez-moi“, ein unumgänglicher Bestandteil des Repertoires von Juliette Gréco aus dem Jahr 1967. Gaby Verlor sang selbst die ersten beiden Titel, die sie bei Polydor aufnahm.
Seine Heimat Provence inspirierte Robert Nyel, da er insbesondere in ihrem Geist für sich und den Sänger Robert Ripa aus Marseille schrieb, der ihm seinen größten Erfolg verdankte: das Lied „Magali“, dessen Refrain in Provenzalisch abgefasst ist. Magali (1962) gehört auch zum Repertoire von Gloria Lasso, Maria Candido und Maria de Rossi.
Im Juli–August 1966 war er einer der drei Stars zusammen mit Claire Ferval und Pierre Perret der Frankreich-Tournee von Charles Aznavour. 1983 wurde er von Claude Rogen begleitet, dem Star der Radio-Gala 20/20 auf der Bühne des Centre International des séjour in Paris.
Neben der Musik widmete sich Robert Nyel, Schüler der Académie de la Grande Chaumière, der satirischen Karikatur für „Presse magazine“ und „Le Hérisson“ und einer Malerei, die man als „handfest und expressiv“ bezeichnet, in seiner Heimatstadt Grasse. Er beteiligte sich am „Salon der Über-Unabhängigen“ 1952, dann am Salon der Unabhängigen der Nationalen Gesellschaft der Schönen Künste. Man verdankt ihm aber auch die Restaurierung der Fresken Jean Cocteaus in der Kapelle St. Pierre in Villefranche-sur-Mer.
Robert Nyel starb am 26. November 2016 in Grasse und wurde dort auf dem Friedhof Sainte-Brigitte bestattet.
| Personendaten    | Personendaten                                                             |
| ---------------- | ------------------------------------------------------------------------- |
| NAME             | Nyel, Robert                                                              |
| ALTERNATIVNAMEN  | Niel, Robert (wirklicher Name)                                            |
| KURZBESCHREIBUNG | französischer Chansonnier, Komponist, satirischer Zeichner und Kunstmaler |
| GEBURTSDATUM     | 18. April 1930                                                            |
| GEBURTSORT       | Grasse                                                                    |
| STERBEDATUM      | 26. November 2016                                                         |
| STERBEORT        | Grasse                                                                    |